# 阿納茲金翅雀鯛
阿納茲金翅雀鯛（學名：Chrysiptera arnazae），又稱阿納茲刻齒雀鯛，被IUCN列為易危保育類動物，是輻鰭魚綱鱸形目雀鯛科金翅雀鯛屬的其中一種，分布於西太平洋印尼及巴布亞紐幾內亞海域，深度3至20公尺，本魚體呈橢圓形而側扁，胸鰭基部有1黑斑，腹鰭、背鰭軟條、臀鰭軟條、尾柄部及尾鰭鮮黃色，背鰭硬棘8枚、背鰭軟條9-10枚、臀鰭硬棘2枚、臀鰭軟條11-12枚，體長可達3.9公分，棲息在珊瑚礁，以浮游生物為食，繁殖期成對出現，雄魚會守護魚卵至孵化，生活習性不明。